# Tony Bromell
Tony Bromell (* 1932 in Limerick; † 3. Januar 2017) war ein irischer Politiker und Senator im Seanad Éireann.
Bromell wurde 1932 in Thomondgate, Limerick geboren. Er gehörte 17 Jahre dem Limerick City Council an und war in dieser Zeit 1982 bis 1983 Bürgermeister der Stadt. Am 19. Dezember 1988 wurde Bromell für die Fianna Fáil in den Seanad Éireann gewählt. Die Nachwahl war nach dem Tod des Senators Jack Daly nötig geworden. 
Bromell war von 1961 bis zu deren Tod mit der Sängerin Áine Ní Thuathaigh verheiratet. 2006 veröffentlichte er seine Autobiografie Rian Mo Chos ar Ghaineamh an tSaoil (deutsch: „Die Spur meiner Füße auf dem Sand des Lebens“).